# Ефимов, Михаил Николаевич
Михаил Николаевич Ефимов (1904 — ?) — советский технолог-литейщик, лауреат Ленинской премии.

## Биография
Михаил Николаевич Ефимов родился в 1904 году.
- 1923 год — окончание средней школы.
- 1924 год — 1931 год — работа на различных предприятиях в городе Москве.
- 1928 год — окончание музыкальной школы в городе Москве.
- 1931 год — 1949 год — работа заместителем начальника литейного цеха в трудкоммуне.
- 1940 год — 1945 год — работа на заводе «Стекломашина», затем на Ульяновском заводе малолитражных двигателей.
- С 1945 года — работа инженером в НИИ технологии автомобильной промышленности (НИИТАП).
- 1948 год — 1950 год — учёба в Московском вечернем машиностроительном институте.
- 1966 год — лауреат Ленинской премии (наряду с А. В. Бутузовым, В. Д . Вербицким, Н. А. Ковалёвым, Н. А. Матвеевым, Б. А. Пепелиным, И. Б. Соколом, К. Л. Раскиным, В. И. Зильбербергом) за участие в создании и внедрении типового автоматического производства деталей машин методом литья по выплавляемым моделям[1][2].

## Награды
- Ленинская премия (1966)
- Золотая медаль ВДНХ (1964)[3]
- Серебряная медаль ВДНХ (1970)[4]

## Публикации
- Опыт работы Лаборатории точных видов литья по составлению рабочих методик в области литейного производства: (По материалам доклада М. Н. Ефимова «О составлении рабочих методик к тематике НИИТавтопрома» на семинаре 5 мая 1965 г.). — М., 1965. — 15 с.